# Distrito de Bhopal
Bhopal (en hindi; भोपाल जिला) es un distrito de la India en el estado de Madhya Pradesh. Código ISO: IN.MP.BP.
Comprende una superficie de 2 722 km².
El centro administrativo es la ciudad de Bhopal. Entre las localidades del distrito se encuentra Berasia.

## Demografía
Según censo 2011 contaba con una población total de 2 368 145 habitantes, de los cuales 1 128 767 eran mujeres y 1239378 varones.